# Levi Schmitt
Levi Schmitt es un personaje ficticio de la serie de televisión de drama médico Grey's Anatomy, que se emite en American Broadcasting Company (ABC) en los Estados Unidos. Interpretado por Jake Borelli.
Levi es presentado como subinterno en Hospital Grey Sloan Memorial al comienzo de la decimocuarta temporada, y finalmente obtiene el puesto de residente en la decimosexta temporada. El personaje era originalmente una estrella invitada como recurrente, cuyo enfoque principal era el alivio cómico debido a su torpeza y falta de habilidades sociales. Sin embargo, a medida que la serie avanzaba hacia la decimoquinta temporada, el enfoque en Schmitt creció en torno a él cuestionando su sexualidad, su deseo de tener más confianza y su difícil relación con su madre autoritaria. Borelli que formó parte del elenco principal a partir de la decimosexta temporada, mientras que ocasionalmente aparecer en la serie derivada de Grey's Anatomy, Station 19.
Schmitt es notable por ser el primer hombre homosexual regular de la serie y el primer personaje principal LGBTQ desde las salidas de Callie Torres y Arizona Robbins en las temporadas doce y catorce, respectivamente. También es el segundo personaje principal judío de la serie después de la Dra. Cristina Yang. Su relación con el cirujano ortopédico abiertamente gay, el Dr. Nico Kim, también ha sido elogiada por críticos y fanáticos por igual. El 13 de mayo de 2024, se confirmó que Borelli dejaría la serie debido a «recortes presupuestarios». El personaje de Borelli se marchará durante la vigesimoprimera temporada, donde «está en negociaciones para regresar la próxima temporada para varios episodios y cerrar la historia de su personaje».

## Antecedentes
Levi ha vivido en Seattle durante un tiempo no revelado con su madre, específicamente en su sótano. Mientras crecía, Levi estaba en el club de debate y pasaba la mayor parte de su tiempo jugando a Dungeons & Dragons en lugar de socializar con sus compañeros. También luchó por adaptarse socialmente debido a las tendencias sobreprotectoras y al neuroticismo de su madre. Debido a la constante preocupación de su madre, Levi desarrolló un problema de confianza en sí mismo y torpeza que interfirió con su vida cotidiana al impedirle trabajar lo mejor que podía.
Finalmente, Levi decidió asistir a la escuela de medicina y logró terminar entre el 10% superior de su programa de la escuela de medicina. Fue en ese momento que decidió seguir viviendo en el sótano de su madre debido al alto costo de la escuela de medicina. Levi proviene de una familia judía unida. Decidieron ayudarlo a terminar sus estudios de medicina contribuyendo con dinero y así seguir invirtiendo mucho en sus elecciones profesionales.
Levi llegó por primera vez al Hospital Grey Sloan Memorial  como parte de un grupo de pasantías que hacía una rotación para que Richard Webber y April Kepner evaluaran su desempeño antes de darles una entrevista oficial para una pasantía. Después de una entrevista con Webber y Miranda Bailey, Gray Sloan decidió ofrecerle una pasantía. Su familia finalmente le dio luz verde para completar su pasantía allí debido a su reputación de formar cirujanos altamente capacitados. Se hizo amigo de otros pasantes como Taryn Helm, Casey Parker y Dahlia Qadri.

## Historia
Al llegar a su puesto como pasante en Grey Sloan, Levi y el resto de los estudiantes de medicina de cuarto año fueron recibidos por Webber, quien les dio un recorrido por el hospital. Levi tuvo la oportunidad de observar la cirugía de Jo Wilson solo para que sus gafas se le deslizaran de la cara y cayeran dentro del paciente cuando se inclinó sobre la cavidad del cuerpo. Después de este incidente, Levi se ganó el apodo de «Gafas»  debido a su torpeza. Luego, a Levi y los otros subinternos se les asignó la tarea de encontrar un donante adecuado para reparar el abdomen de Megan Hunt, un procedimiento dirigido por Meredith Grey. Levi fue el único que logró encontrar un donante y acudió a Jo en busca de ayuda sobre cómo acercarse a la familia. Sin embargo, Jo se atribuyó el mérito del hallazgo y comenzó a intervenir. Finalmente, Schmitt pudo conseguir una entrevista para una pasantía en Gray Sloan y el Dr. Webber y el Dra. Bailey lo aceptaron en el programa. Para entonces ya había adquirido una banda elástica para mantener sus gafas intactas con su cara; Rechazó la idea de conseguir contactos debido a su ommetafobia. Una de sus cirugías más notables incluyó ayudar al Dr. Gray en una esplenectomía. Gray no pudo recuperar el raro tipo de sangre O negativo del banco de sangre del hospital debido a que un pirata informático retuvo como rehén el software de la computadora de Gray Sloan hasta que se pagó un rescate. Schmitt se ofreció como voluntario para hacer una transfusión de sangre debido a que tenía el mismo tipo de sangre y se le atribuyó haber salvado la vida del paciente. Este incidente le valió el nuevo apodo de «Banco de Sangre».
Más tarde, Schmitt tiene la oportunidad de ayudar en una cirugía que involucra una fractura abierta grave de fémur. Jackson Avery y Owen Hunt lideraron el caso y se les unió un talentoso cirujano ortopédico, Atticus Lincoln, y su colega ortopédico, Nico Kim, que eran nuevos médicos en Grey Sloan. Durante la cirugía, Levi quedó nervioso cuando Nico le guiñó un ojo. Más tarde esa noche, Nico le compró una cerveza en Joe's Bar y coqueteó sutilmente con él, dejando a Schmitt más confundido y cuestionando su sexualidad. Las semanas siguientes, Nico se interesó en Levi, pero no estaba seguro de si el sentimiento era mutuo debido a que Schmitt no correspondía a sus avances. Sin embargo, Schmitt estaba realmente interesado, solo nervioso debido al hecho de que nunca antes había salido con nadie, y mucho menos con un hombre. Después de ayudar al Dr. Lincoln y Nico en una cirugía, Levi se encontró solo en el ascensor con Nico y los dos compartieron su primer beso. Sin embargo, Nico quedó desconcertado por la revelación de Levi de que nunca antes había besado a un hombre. No queriendo revivir la «espiral de la vergüenza» y su experiencia de salir del armario nuevamente, Nico terminó abruptamente las cosas con él, para gran decepción de Levi. Una semana después, una fuerte tormenta de viento azotó Seattle, lo que obligó a Nico y Levi a trabajar juntos para evacuar la clínica del hospital. Levi, que todavía estaba herido por las acciones de Nico, estaba amargado y confrontativo. Levi dejó sus emociones a un lado después de ver a Nico ser arrastrado por una ráfaga de viento, hiriéndolo levemente. Los dos buscaron refugio en una ambulancia abandonada mientras Levi atendía las heridas de Nico. Mientras esperaba que pasara la tormenta, Levi aprovechó la oportunidad para enfrentarse a Nico y refutar cualquier posibilidad de una espiral de vergüenza. Levi admitió que nunca supo que era gay cuando era más joven porque nunca tuvo la oportunidad de explorar sus sentimientos debido a que siempre se aislaba y no tenía la suficiente confianza para hacer nada al respecto hasta que conoció a Nico. Conmovido por su discurso, Nico besó a Levi nuevamente y los dos tuvieron relaciones sexuales por primera vez.
A medida que su relación con Nico floreció, Levi comenzó a sentirse más seguro de sus habilidades como médico. Luego, a Levi se le asignó la tarea de intubar al Dr. Hunt después de que le inyectaran accidentalmente un sedante durante la cirugía. Andrew DeLuca guio a Schmitt durante su primera intubación y colocó el tubo con éxito. Luego lo pusieron a cargo de monitorear al Dr. Hunt mientras esperaba que desapareciera el efecto del sedante. Después de extubar con éxito a Owen, Levi se presentó a Teddy Altman como el Dr. Schmitt en lugar de uno de sus apodos. Queriendo parecer tan seguro como se sentía, Levi decidió empezar a usar lentes de contacto. Durante los siguientes meses, Levi y Nico durmieron juntos continuamente en todo el hospital. Aprovechando este impulso, Levi se declaró gay con orgullo ante Meredith, Andrew y Jo durante la cirugía, quienes respondieron felicitándolo. También se ganó el respeto de otros médicos como Arizona Robbins y la Dra. Bailey. Sin embargo, Nico se molestó después de que Levi se negara a contarle a su madre sobre él debido al neuroticismo de su madre. Nico aún no estaba listo para decirle a su madre que estaba saliendo con un hombre y llegó a aceptarlo. Levi luego confesó su amor por Nico. Posteriormente, Nico le dijo a Levi que tuvo una entrevista en un hospital de San Francisco, lo que preocupó a Levi por el futuro de su relación. Ese mismo día, Nico cometió un error fatal durante la cirugía que finalmente provocó la primera muerte de uno de sus pacientes y descargó sus frustraciones con Levi. Al hacer todo lo posible para comprarle flores a Nico en una floristería local, Levi conoció a Lucas Ripley, el jefe de bomberos del Departamento de Bomberos de Seattle. Los dos se unieron mientras decidían qué flores comprar para sus seres queridos. Al salir de la floristería, Levi se encontró con Ripley tirado en la acera inconsciente e inmediatamente lo llevó hasta Gray Sloan. Schmitt fue aclamado como un héroe por salvar al jefe de bomberos; sin embargo, se descubrió que la condición de Ripley era peor de lo que se pensaba anteriormente y finalmente murió. Nico finalmente se dio cuenta de que había maltratado a Levi y luego se disculpó. Los dos se reconciliaron después de que Nico finalmente hablara sobre sus sentimientos y luchas personales. Esa misma noche, Levi invitó a Nico y le confesó a su madre que lo presentaba como su novio.
Después de comenzar oficialmente su residencia en Grey Sloan, Levi luchó contra las dudas y se menospreciaba constantemente. Con la ayuda de Nico, Levi trabajó para superar estos obstáculos, incluida su difícil relación con su madre, Myrna. Las cosas empeoraron para Levi cuando Meredith fue despedida de Grey Sloan por fraude de seguros y lo citaron para que testificara como testigo en su audiencia judicial. Le dijo al fiscal que informó lo que pensó que era un error en el brazalete del hospital de una paciente que tenía el nombre de Ellis Grey, la hija de Meredith. Al darse cuenta de que Levi era indirectamente responsable del despido de Meredith, los otros residentes comenzaron a evitarlo y ridiculizarlo. Finalmente, Levi finalmente encuentra el coraje para enfrentarse a su madre después de visitar a su tío moribundo Saul, quien también resultó ser gay. Levi se muda inmediatamente del sótano de su madre, sintiendo que ella no acepta quién es él. Levi y Nico finalmente pasan por una mala racha en su relación cuando Levi comienza a sentir una falta de conexión emocional después de que Nico no le pide que se mude con él. Sin embargo, Nico parece contento con el aspecto físico de su relación y quiere que las cosas avancen a un ritmo más lento, para frustración de Levi. Al querer conocer a su familia, Levi se queda atónito después de que Nico revela que todavía no les ha contado. Sintiéndose mentido, Levi comienza a dudar de su relación con Nico, quien siente que no lo trata como a un igual ni sacrifica nada por él. Después de que Link recomienda a Nico a los Marineros de Seattle para su antiguo trabajo como médico del equipo, a Levi le preocupa que los dos se separen aún más. Levi le expresa sus preocupaciones a Nico, quien a cambio rompe con él sintiendo que no puede darle a Levi la conexión emocional que busca. Aturdido por su ruptura, Jo consuela a Levi y le pide que sea su compañero de cuarto después de su divorcio de Alex. Finalmente, Levi y Nico se reconcilian nuevamente durante la pandemia de COVID-19. También se convierte en compañero de cuarto de Taryn Helm durante la pandemia.

## Desarrollo

### Casting y creación
Mientras se realizaba el casting para el papel, Borelli vivía en Nueva York y revela que envió una cinta de audición, pero no esperaba que le devolvieran la llamada debido a la popularidad del programa. Sin embargo, dos semanas después de enviar la cinta recibió una llamada para volar a Los Ángeles para filmar sus escenas.Inicialmente, el papel de Levi iba a aparecer en uno o dos episodios como coprotagonista invitado al comienzo de la decimocuarta temporada, sin embargo, Borelli fue invitado nuevamente para filmar ocho episodios más después de completar los dos primeros.
Más tarde, Borelli fue elegido oficialmente para el papel de Levi en una capacidad recurrente como parte del nuevo grupo de pasantes del programa en Hospital Gray Sloan Memorial, junto con Jeanine Mason como Sam Bello, Sophia Ali como Dahlia Qadri, Rushi Kota como Vikram Roy, Alex. Blue Davis como Casey Parker y Jaicy Elliot como Taryn Helm.Hizo su primera aparición en el episodio de la decimocuarta temporada «Break Down the House» como estudiante de medicina de cuarto año y luego regresó como pasante en el cuarto episodio «Ain't That a Kick in the Head».En el desarrollo del personaje en la decimoquinta temporada, Borelli pasó de ser recurrente a regular a partir de la decimosexta temporada del programa.
Cuando se le preguntó sobre la primera gran historia de Borelli en la decimoquinta temporada, la showrunner de la serie Krista Vernoff declaró: 

Jake [que se unió al elenco de Grey la temporada pasada] es un actor increíble, y cuanto más escribimos para él, más queríamos escribir para él. Así que la historia no comenzó con: «Oye, nunca hemos hecho una historia de amor gay». Comenzó con: «¿Qué vamos a hacer con Jake este año que sea diferente?»
Krista Vernoff en Entertainment Weekly

### Caracterización
Borelli caracterizó a Levi como «este tipo torpe, desmañado y muy serio que [está] tratando de aprender y demostrar su valía en este nuevo trabajo». Vernoff describe a Levi como «una especie de tipo torpe y torpe que se tropezaría con sus propios pies y tartamudearía», mientras que Borelli dijo que «no tiene el mejor historial en términos de que las cosas funcionen perfectamente para él» para explicar sus constantes contratiempos y desgracias a lo largo del programa. Paulette Cohn de Parade Magazine llamó a Levi un personaje de «alivio cómico» después de que dejó caer sus gafas dentro de un paciente durante una cirugía, lo que le valió el apodo de «Gafas».
Levi también es conocido por ser el primer personaje principal judío del programa desde la partida de Cristina Yang al final de la décima temporada. Sin embargo, a diferencia de Cristina, que era atea, Levi todavía está en contacto con algunas cualidades de su fe. Por ejemplo, en el episodio «Jump into the Fog», Levi canta la oración judía «Shalom Rav» para calmar a una mujer que sufre de agorafobia severa, mencionando que su madre se la cantó como canción de cuna. La melodía utilizada en el programa es una versión muy conocida en la comunidad judía del cantante y músico contemporáneo Jeff Klepper.Los antecedentes de Levi se exploran más a fondo en el episodio «The Last Supper» cuando visita a su tío enfermo al borde de la muerte; luego se niega a dejar a su tío después de su muerte debido a la tradición cultural de Shemira. Más adelante en el episodio, la amante del tío de Levi lo ayuda a preparar el cuerpo de su tío para Chevra Kaddisha; Levi luego recita el Salmo 23 antes de irse.

En la decimoquinta temporada, el papel de Levi se había expandido y se volvió más prominente con las historias principales del programa. Borelli afirma que Vernoff se acercó a él para una «gran historia» que involucrara a su personaje y luego reveló que Levi sería parte del primer romance gay masculino del programa que se centraría en él aceptando su sexualidad y eventualmente saliendo del armario.
Levi salió oficialmente del armario en el decimoquinto episodio final de mitad de temporada «Blowin' in the Wind», lo que a su vez inspiró al propio Borelli a declararse gay junto con su personaje.Borelli publicó en su Instagram personal después de que se emitiera el episodio: «Como gay, el episodio de esta noche fue muy especial para mí. Este es exactamente el tipo de historia que ansiaba cuando era un niño gay».Con respecto a su decisión de salir del armario al mismo tiempo que Levi, Borelli afirmó que lo hizo para que «los demás no se sientan tan solos».

En un espectro más amplio, Borelli le dio crédito al drama médico de larga data por estar a la vanguardia en contar historias LGBTQ de sustancia a lo largo de su recorrido:

Después de confesárselo a sus colegas y entablar una relación con su colega ortopedista Nico Kim, Levi se volvió más confiado y optimista sobre sus habilidades para convertirse en cirujano. Como se muestra en el episodio «Help, I'm Alive», Levi deja usar el apodo como «Gafas» y se presenta como Dr. Schmitt ante los médicos y el personal del hospital.Borelli opinó sobre la transformación de Levi al comentar: «Creo que lo hemos visto dar un paso hacia su confianza, hacia su propio cuerpo, hacia su propia verdad».

## Recepción
El personaje de Levi ha recibido críticas positivas tanto de críticos como de fans. Jasmine Blu de TV Fanatic comentó sobre su personaje diciendo «siempre ha sido uno de mis novatos favoritos. Es muy entrañable y tiene una historia muy sincera, y creo que conmueve mucho a la gente» y también se refirió a él como «favorito de los fans». Blu también continuó diciendo que Schmitt era «tan adorable y con quien se podía identificarse porque simplemente, su torpeza y todo eso, creo que sigue siendo muy real y con quien se puede identificarse».Taylor Henderson de Pride Magazine dijo que Levi ha sido «abiertamente abrazado» por los espectadores de Grey's Anatomy y «rápidamente construyó su propia base de fans» en respuesta al monólogo de Levi en el episodio «Blowin' in the Wind», el crecimiento del personaje y el romance con Nico Kim.
La historia de la salida del armario de Levi en «Blowin' in the Wind» recibió elogios de la crítica. Jasmine Blu de TV Fanatic aplaudió a Levi por abrazar su sexualidad y dijo que «aunque se ha recuperado. Las palabras no pueden describir lo refrescante que es verlo defenderse a sí mismo».Ariana Romero de Refinery29 calificó el momento de salida del armario de Levi como «una escena de amor queer histórica» y también señaló que era un «favorito creciente de los fanáticos».Marko Pekic de Spoiler TV calificó la actuación de Borelli como una "interpretación fenomenal de Schmitt [que] fue desgarradora y empoderadora al mismo tiempo».
Las críticas se han dirigido al lento desarrollo del trasfondo de la historia de Levi. Sin embargo, para el episodio «The Last Supper». Meaghan Frey de TV Fanatic elogió la comprensión de las raíces judías de Levi y calificó su historia como «conmovedora y exactamente lo que necesitaba. Me hizo involucrarme mucho más en su personaje». Frey también elogió una escena en la que Levi se enfrenta a su madre, que lucha por aceptarlo plenamente. Jasmine Blu también elogió a los escritores por profundizar en los antecedentes judíos de Levi y afirmó: «Me encantó que el programa explorara su fe además de mostrar hasta dónde ha llegado al aceptar quién es». Paul Dailly de TV Fanatic también reaccionó positivamente y dijo que «era intrigante y era necesario contar una historia de fondo para uno de los mejores personajes del programa. Grey's Anatomy sobresale en el desarrollo de personajes y pude ver más episodios sobre el pasado de Levi».